# جيف فيرغسون
جيف فيرغسون (18 ديسمبر 1981 في كندا - ) هو لاعب كرة سلة كندي في مركز هجوم قوي الجسم. لعب مع Quebec Kebs ‏.

## وصلات خارجية
- جيف فيرغسون على موقع الاتحاد الدولي لكرة السلة (الإنجليزية)
- جيف فيرغسون على موقع كرة السلة الأوروبية.كوم (الإنجليزية)
- جيف فيرغسون على موقع كلية كرة السلة في سبورتس رفرنس.كوم (الإنجليزية)
- جيف فيرغسون على موقع ريلجم (الإنجليزية)